# Peleteria acutiforceps
Peleteria acutiforceps là một loài ruồi trong họ Tachinidae.